# Les Laurentides
Les Laurentides – regionalna gmina hrabstwa (MRC) w regionie administracyjnym Laurentides prowincji Quebec, w Kanadzie. Stolicą jest miejscowość Saint-Faustin–Lac-Carr. Składa się z 20 gmin: 3 miast, 13 gmin, 1 wsi, 1 parafii i 2 kantonów.
Les Laurentides ma 45 157 mieszkańców. Język francuski jest językiem ojczystym dla 91,5%, angielski dla 6,2% mieszkańców (2011).